# .th
.th je internetová národní doména nejvyššího řádu pro Thajsko.

## Domény druhé úrovně
Domény druhé úrovně se liší podle užití:
- ac.th: Akademické
- co.th: Komerční
- in.th: Jednotlivci (nebo organizace)
- go.th: Parlament
- mi.th: Armáda
- or.th: Neziskové organizace
- net.th: Poskytovatelé internetu